# Lago Lamoille
El lago Lamoille  es un lago glaciar situado en las montañas Ruby, en el condado de Elko, en el noreste de Nevada, Estados Unidos. Se encuentra en la cabecera del cañón Lamoille, a una altitud de 2971 metros sobre el nivel del mar. Tiene una superficie de 5,5 hectáreas. Se encuentra dentro del Bosque nacional Humboldt-Toiyabe. Es un destino popular entre excursionistas y pescadores.
El lago Lamoille Lake y los lagos Dollar son las principales fuentes de Lamoille Creek, que después de salir de las montañas pasa a través de la ciudad de Lamoille, serpentea por el valle de Lamoille, y luego se fusiona con la rama principal del río Humboldt.